# The Sky's Gone Out
The Sky's Gone Out è il terzo album in studio del gruppo gothic rock britannico Bauhaus, pubblicato nel 1982 dalla Beggars Banquet Music.

## Il disco
La traccia che apre l'album, Third Uncle, è una cover dell'omonimo brano di Brian Eno pubblicato nel 1974 nell'album Taking Tiger Mountain (By Strategy).

## Tracce
Testi e musiche dei Bauhaus, eccetto ove indicato.
Lato A
1. Third Uncle – 5:10 (Eno)
2. Silent Hedges – 3:07
3. In the Night – 3:04
4. Swing the Heartache – 5:52
5. Spirit – 5:28

Lato B
1. The Three Shadows Part 1 – 4:24
2. The Three Shadows Part 2 – 3:13
3. The Three Shadows Part 3 – 1:35
4. All We Ever Wanted Was Everything – 3:50
5. Exquisite Corpse – 5:39

Tracce bonus CD 1988
1. Ziggy Stardust - 3:13 (Bowie)
2. Party of the First Part - 5:26
3. Spirit (Single Version) - 3:45
4. Watch That Grandad Go - 5:40

## Formazione
- Peter Murphy - voce, chitarra
- Daniel Ash - chitarra
- David J - basso
- Kevin Haskins - batteria

### Altri musicisti
- Derek - rumori in Exquisite Corpse